# Pierre Bréart de Boisanger
Pour les articles homonymes, voir Famille Bréart de Boisanger et Bréart.
Pierre Marie Clément Bréart de Boisanger, né à Quimperlé le 22 novembre 1872 et mort à Saint-Urbain le 4 juillet 1951, est un amiral français.

## Biographie
Il est le fils d'Adrien Charles Marie Bréart de Boisanger, officier de marine, le petit-fils de Théodore Hersart de La Villemarqué et le père de Thomy Marie Jean Bréart de Boisanger. Il est le frère d'Henri de Boisanger.
Élève à l'École navale en 1888, il en sort aspirant en 1891. Il est promu lieutenant de vaisseau en 1901 et nommé aide de camp du préfet maritime de Brest en 1902.
Commandant le contre-torpilleur Gabion dans la Manche en 1912, il passe capitaine de frégate et second du Service des ports et communications du Corps expéditionnaire d'Orient en 1915. Il dirige les opérations de débarquement au Cap Hellès.
Capitaine de vaisseau en 1917, il commande les flottilles de la Mer du Nord, puis il est nommé major de la marine à Brest en 1918 et directeur des mouvements du port de Brest en 1921.
Il est promu contre-amiral et nommé commandant le secteur de défense de Brest en 1924, puis major général à Brest en janvier 1927.
En 1929, il est nommé commandant de l'École de guerre navale et du Centre des hautes études navales et promu vice-amiral.
Il est nommé commandant en chef et préfet maritime de Bizerte en 1930, et membre du Conseil supérieur de la marine l'année suivante.
Il est maire de Saint-Urbain de 1934 à 1945. Début août 1944, il accueille chez lui, une section de treize parachutistes de la France libre appartenant au Special Air Service, il les met en relation avec la Résistance locale pour attaquer la Kommandantur de Daoulas en vue de préparer la libération du secteur, à l'approche de l'armée américaine.

## Distinctions
- Grand officier de la Légion d'honneur (30 juin 1932)[2]